# Microcoelia physophora
Microcoelia physophora är en orkidéart som först beskrevs av Heinrich Gustav Reichenbach, och fick sitt nu gällande namn av Victor Samuel Summerhayes. Microcoelia physophora ingår i släktet Microcoelia och familjen orkidéer. Inga underarter finns listade i Catalogue of Life.